# Escudo de Coquimbo
El escudo de Coquimbo tiene su origen en un concurso público realizado por la Municipalidad de dicha comuna en 1976, bajo la gestión del alcalde Alfonso Juan-Oliver, dada la falta de un elemento heráldico distintivo para la comuna.

## Blasonamiento
El escudo es de forma recta en tres de sus lados y su borde inferior en forma de curva convexa. Se encuentra acuartelado, con los colores azul marino y amarillo ocre, dispuestos de dos en dos en forma diagonal: el cuartel superior izquierdo, de color amarillo ocre, presenta la punta de una alabarda en color gris acero; el cuartel superior derecho, de color azul marino, presenta un galeón del siglo xvi dibujado en bordes y líneas principales finas y blancas, con su velamen del mismo color; el cuartel inferior izquierdo, de color azul marino, presenta un lobo marino mirando hacia el centro del blasón; y el cuartel inferior derecho, de color amarillo ocre, una punta de flecha indígena en tonos grises.
En el borde superior del blasón aparece una franja horizontal con la bandera del Reino Unido, y coronada a todo su ancho por una corona de Castilla; los cuatro cuarteles más la franja horizontal superior están rodeados por una franja de color plata y sobre ellos cuatro añañucas de color rojo, vueltas hacia arriba y ubicadas dos en la izquierda y dos en la derecha. Sosteniendo el escudo se encuentran dos cañones desmontados y cruzados, dibujados en color café, y sobre ellos un rótulo de color blanco con la inscripción «COQUIMBO».

## Historia
Luego de su fundación como comuna el 5 de mayo de 1867, Coquimbo no tuvo un elemento heráldico distintivo, sin embargo existieron crónicas periodísticas que señalaban un supuesto escudo asignado a Coquimbo que dataría de antes de la asignación de un blasón a la ciudad vecina de La Serena, que había sido fundada en 1544. Dicha situación surge debido a que durante su gestión como alcaldesa de Coquimbo (1955-1957), Cristina Pozo visitó el Archivo General de Indias en Sevilla y solicitó una copia de un escudo que apareció en un mapa que mencionaba el topónimo «Coquimbo»; investigaciones posteriores señalaron que el escudo señalado correspondía a una variante del escudo de La Serena, dado que se utilizaba de manera indistinta los topónimos «Coquimbo» y «La Serena» para referirse tanto a la ciudad fundada en 1544 como a las áreas cercanas, incluido el puerto actualmente conocido como Coquimbo. Un reportaje del diario El Día en noviembre de 1979 presenta un escudo diferente en el cual aparece un blasón coronado —que en su interior posee un dibujo del mar junto a un torreón español, un galeón y una concha marina— y rodeado por dos caballitos de mar además de un rótulo en la parte inferior que contenía el texto «Aguas Tranquilas».
Dada la falta de un escudo característico para la comuna de Coquimbo, la Municipalidad de dicha ciudad, bajo la gestión del alcalde Alfonso Juan-Oliver, organizó a inicios de 1976 un comité que se encargaría de diseñar un elemento heráldico; dicha comisión estuvo compuesta por Enrique Fernández Álvarez, Hernán Aravena Maulén, Víctor Ramos Cortés, Guillermo Cereceda Rojas, Gustavo Olivares Trujillo y Leopoldo Vega Cortés, mientras que el diseño oficial del escudo estuvo a cargo de Humberto Salinas.
Luego de dos meses de investigaciones realizadas por el comité designado para evaluar su diseño, el escudo de Coquimbo fue presentado de manera oficial el 5 de abril de 1976 mediante un acto en el Hogar del Empleado encabezado por el alcalde Alfonso Juan-Oliver.